# Kiviõli
Kiviõli es una ciudad industrial del condado de Ida-Viru, Estonia, con una población de 5.634 habitantes. La principal industria de la ciudad es la extracción y elaboración de la pizarra bituminosa, de hecho el nombre de la ciudad significa literalmente aceite de roca en Estonio. 
Un símbolo que identifica a la ciudad son las montañas de ceniza de Kiviõli que se crearon con los residuos de la industria de pizarra bituminosa. 

## Historia
El asentamiento fue fundado en 1922, cuando la Eesti Kiviõli, se instaló en la zona e inició la explotación del depósito de pizarra bituminosa. La industria fue ampliada con la llegada del ferrocarril y el aumento de la producción para abastecer la fábrica de celulosa de Tallin, y las centrales energéticas de Tallin y Püssi.
Gracias al desarrollo industrial la población consiguió el estatus de ciudad en 1946. Durante los años 1957 a 1991, la población formó parte del municipio de Kohtla-Järve.

## Geografía
Kiviõli limita con los términos municipales de, Sonda al oeste y al norte Lüganuse al este y Maidla al sur. La ciudad se divide en dos distritos: Küttejõu y Varinurme.
La carretera de Tallin a Narva pasa cerca de la ciudad y la línea de tren que cubre el mismo recorrido atraviesa y tiene parada en Kiviõli. La localidad está a 142 kilómetros de distancia de la capital, Jõhvi se encuentra a 36 kilómetros al este y Rakvere a 36 al oeste.

## Demografía
La ciudad contaba en 2007 con 6.846 habitantes de los cuales cerca de la mitad son inmigrantes llegados durante la ocupación soviética, la mayoría de ellos de origen ruso. 
- Evolución de la población:

| Evolución de la población del municipio de Kiviõli | Evolución de la población del municipio de Kiviõli | Evolución de la población del municipio de Kiviõli | Evolución de la población del municipio de Kiviõli | Evolución de la población del municipio de Kiviõli | Evolución de la población del municipio de Kiviõli | Evolución de la población del municipio de Kiviõli | Evolución de la población del municipio de Kiviõli | Evolución de la población del municipio de Kiviõli | Evolución de la población del municipio de Kiviõli | Evolución de la población del municipio de Kiviõli |
| Año                                                | 1989                                               | 2000                                               | 2001                                               | 2002                                               | 2003                                               | 2004                                               | 2005                                               | 2006                                               | 2007                                               | 2013                                               |
| -------------------------------------------------- | -------------------------------------------------- | -------------------------------------------------- | -------------------------------------------------- | -------------------------------------------------- | -------------------------------------------------- | -------------------------------------------------- | -------------------------------------------------- | -------------------------------------------------- | -------------------------------------------------- | -------------------------------------------------- |
| Población                                          | 10.390                                             | 7.405                                              | 7.329                                              | 7.242                                              | 7.146                                              | 7.082                                              | 6.992                                              | 6.925                                              | 6.846                                              | 5.634                                              |
- Nacionalidad y lengua materna:

| Nacionalidad y lengua materna en Kiviõli | Nacionalidad y lengua materna en Kiviõli | Nacionalidad y lengua materna en Kiviõli | Nacionalidad y lengua materna en Kiviõli |
| Habitantes por nacionalidad              | Habitantes por nacionalidad              | Hablantes por lengua materna             | Hablantes por lengua materna             |
| Nacionalidad                             | Habitantes                               | Idioma                                   | Hablantes                                |
| ---------------------------------------- | ---------------------------------------- | ---------------------------------------- | ---------------------------------------- |
| Estonios                                 | 5.369                                    | Estonio                                  | 2.694                                    |
| Rusos                                    | 797                                      | Ruso                                     | 4.405                                    |
| Ucranianos                               | 16                                       | Ucraniano                                | 64                                       |
| Bielorrusos                              | 9                                        | Bielorruso                               | 36                                       |
| Lituanos                                 | 9                                        | Lituano                                  | --                                       |
| Finlandeses                              | 7                                        | Finés                                    | 65                                       |
| Letones                                  | 1                                        | Letón                                    | 7                                        |
| Otras                                    | 28                                       | Otros                                    | 63                                       |
| Sin definir                              | 1.109                                    | Sin identificar                          | 71                                       |
| Desconocida                              | 60                                       |                                          |                                          |

## Medioambiente

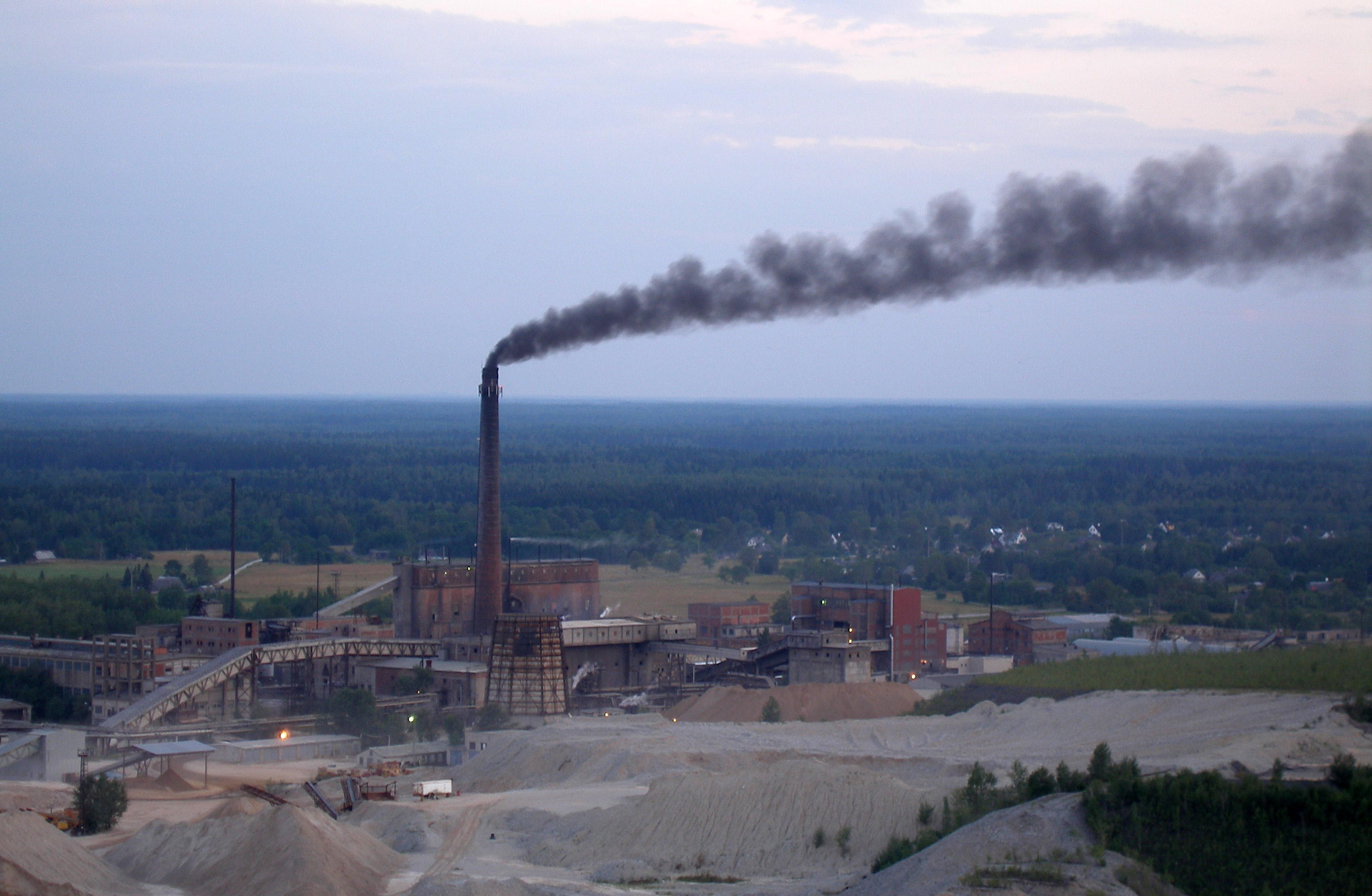
Fábrica química de Kiviõli.

La ciudad presenta el contraste típico del paisaje de la industria soviética, en el que se alternan los amplios espacios verdes, la industria y sus emisiones y los centros habitados. 
En el norte del término municipal se encuentran dos montañas artificiales de ceniza y semicoque, generadas por las minas y las fábricas de procesamiento de la pizarra bituminosa que se establecieron en la ciudad. 
Las montañas son conocidas como la vieja y la nueva, la vieja fue la primera que empezó a levantarse, en el año 1927 cesando la acumulación de residuos en 1975. La nueva se alzó entre los años 1951 y 1992. Sus alturas son de 96 y 116 metros respectivamente (173 metros con respecto al nivel del mar), aunque en estas cifras no existe consenso y pueden variar según las fuentes, como también se cuestiona que las de Kiviõli sean las montañas más altas de los países bálticos, ya que las de Kohtla-Jarve le disputan este récord.
Actualmente las autoridades locales quieren aprovechar turísticamente estas importantes elevaciones situadas en un entorno eminentemente llano, creando un centro deportivo, en el que se podrán practicar entre otras actividades el esquí y los deportes extremos. Además se prevé plantar las laderas de pinos con el objetivo de evitar la erosión que afecta a estas formaciones. 

## Deporte
La ciudad es sede del equipo de fútbol SK Kiviõli Tamme Auto, que en 2008 ascendió a la Esiliiga, segunda división estonia. Su estadio es el Kiviõli stadium.